# Steven Pinker

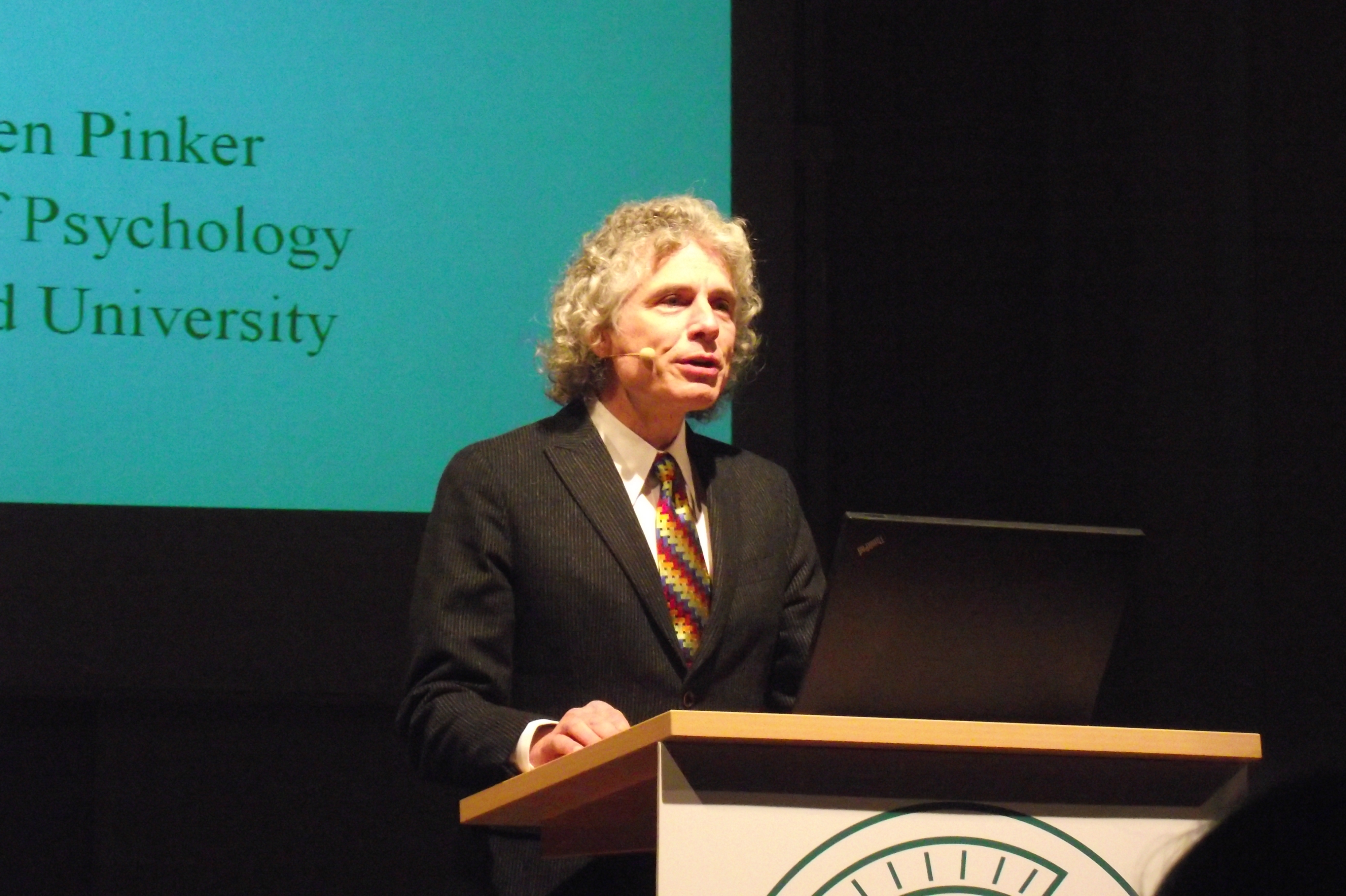
Steven Pinker (Göttingen, 2010)

Steven Arthur Pinker (* 18. září 1954) je kanadsko-americký experimentální psycholog, kognitivní vědec, lingvista a autor populárně-naučné literatury. Je profesorem na Harvardově univerzitě a je známý obhajobou evoluční psychologie a komputační teorie mysli.
Specializuje se na vizuální vnímání a psycholingvistiku. Prováděl např. experimenty s představivostí, rozpoznáváním tvarů, vývojem řeči u dětí nebo psychologií eufemismu. Napsal dvě odborné knihy, ve kterých navrhl teorii osvojování si řeči a aplikoval ji na učení se sloves u dětí. Ve svých méně vědeckých knihách píše, že jazyk je „instinkt“ nebo biologická adaptace ovládaná přirozeným výběrem. V tomto bodě oponuje Noamovi Chomskému a ostatním, kteří považují lidskou řeč za vedlejší produkt jiných adaptací.
V knize „Lepší andělé naší přirozenosti“ sleduje trendy ve vývoji lidstva jako snižování násilí, dokládá to množstvím statistických údajů a nabízí evolucionistické vysvětlení.

## Biografie

### Kariéra
Narodil se v Kanadě v roce 1954. V roce 1971 ukončil studium na Dawson College v Montrealu. V roce 1976 obdržel titul B.A. (Bachelor of Arts) v psychologii na McGill University a poté v roce 1979 Ph.D. v experimentální psychologii na Harvardově univerzitě. Rok dělal výzkum na Massachusettském technologickém institutu a poté se stal profesorem-asistentem na Harvardu a následně na Stanfordově univerzitě. Mezi lety 1982 a 2003 působil na MIT na katedře kognitivních věd. Nyní je profesorem psychologie na Harvardu.
V roce 2004 byl magazínem Time označen za jednoho ze 100 nejvlivnějších vědců a myslitelů na světě, v roce 2005 a 2008 byl magazíny Prospect a Foreign Policy zařazen na žebříček 100 nejvýznamnějších intelektuálů. Jeho výzkum na poli kognitivní psychologie mu přinesl mnoho ocenění a také získal čestné doktoráty z pěti univerzit. Dvakrát, v letech 1998 a 2003, byl finalistou Pulitzerovy ceny. V roce 2010 ho Foreign Policy zařadil mezi 100 nejvlivnějších myslitelů.

### Osobní život
Má dva mladší sourozence. Jeho bratr pracuje pro kanadskou vládu a jeho sestra je psycholožka a spisovatelka. Pinker se v roce 1980 oženil s Nancy Etcoff. Rozvedl se s ní v roce 1992 a v roce 1995 si vzal Ilavenil Subbiah, se kterou se také rozvedl. Jeho současná žena, Rebecca Goldstein, je spisovatelka a filosofka.
O své víře řekl: „Nikdy jsem nebyl věřící v teologickém smyslu... K ateismu jsem konvertoval ve 13 a takový jsem už zůstal, i když jsem byl občas kulturním Židem“.

## Výběr z bibliografie
- The Language Instinct, 1994 (česky: "Jazykový instinkt", Dybbuk 2010)
- How the Mind Works, 1997
- Words and Rules: The Ingredients of Language, 1999 (česky: "Slova a pravidla. Příměsi jazyka", Academia 2008)
- The Blank Slate: The Modern Denial of Human Nature, 2002
- The Stuff of Thought: Language as a Window into Human Nature, 2007
- The Better Angels of Our Nature, 2011
- Enlightenment Now; The Case for Reason, Science, Humanism, and Progress, 2018 (česky: Osvícenství tady a teď. Obhajoba rozumu, vědy, humanismu a pokroku, Academia 2022)